# Historiciteit van de Bijbel
De historiciteit van de Bijbel betreft de vraag in hoeverre de informatie in de Bijbel over de gebeurtenissen die zij vertelt historisch betrouwbaar is, of deze gebeurtenissen waargebeurd zijn en of ze gebeurd zijn zoals de Bijbel ze weergeeft. Bij het onderzoek naar het antwoord hierop hanteert de Bijbelwetenschap de historisch-kritische methode.
De historiciteit van de Bijbel betreft ook de vraag of de literaire vormen van de Bijbel überhaupt begrijpelijk genoeg zijn voor moderne wetenschappers om er iets van historische waarde uit te kunnen halen en wat een tekst dan is als deze niet historisch accuraat blijkt te zijn.

## Uitgangspunten
De Bijbel wordt met dezelfde wetenschappelijke en rationele criteria benaderd als andere geschriften, met toepassing van de wetenschappelijke methode. Aan de hand van deze criteria tracht men fictie of legende van historische feitelijkheid te onderscheiden. Zo wordt de historische Jezus op dezelfde manier onderzocht als Julius Caesar of Alexander de Grote.

## Verschillen tussen de Bijbel en hedendaagse opvattingen

### Geschiedenis en archeologie
De inhoud van de Hebreeuwse Bijbel is vanaf ongeveer 900 v.Chr. zonder al te veel problemen in verbinding te brengen met de geschiedschrijving van de omwonende volkeren. Bij de periode tot 900 v.Chr. is dat niet het geval. 

#### Genesis

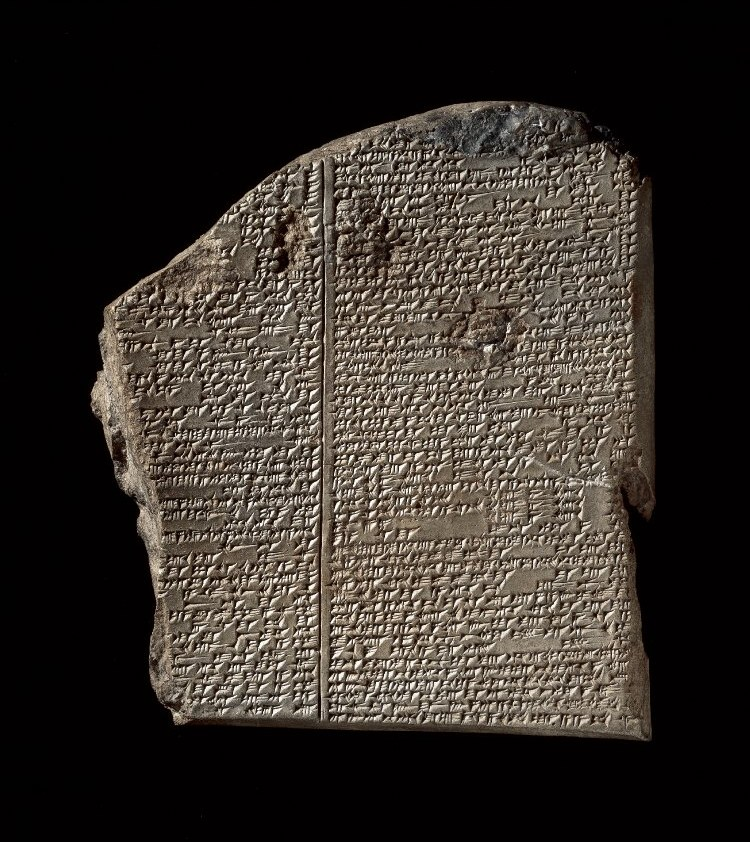
Kleitablet met het Gilgamesj-epos, de Mesopotamische versie van het zondvloedverhaal

Voor de verhalen in de eerste twaalf hoofdstukken van Genesis zijn geen archeologische bewijzen, maar wel overeenkomsten met mythes in omringende beschavingen van Kanaän. Zo heeft het verhaal over de zondvloed en de ark van Noach sterke overeenkomsten met het Gilgamesj-epos. Ook komen de gewoonten van bijvoorbeeld Abraham, Isaak en Jakob overeen met wat we van hun tijd weten (de inzet van slavinnen als draagmoeder bijvoorbeeld), maar zijn er ook verschillen (volgens de archeologie hield men geen kamelen als huisdier in die tijd). 

#### Exodus–Jozua
Waarschijnlijk zijn de Israëlieten nooit collectief in slavernij gehouden in Egypte, is er nooit een uittocht uit Egypte (Exodus) geweest en nooit een invasie van Kanaän (het "Beloofde Land") geweest door alle Israëlieten die aan slavernij in Egypte zouden zijn ontsnapt. Wetenschappers zoals Mark S. Smith beweren dat de Israëlitische cultuur is voortgekomen uit de bredere Kanaänitische cultuur die eromheen bestond en waarmee zij sterke taalkundige, religieuze en andere culturele banden mee had. Er heeft geen politieke vereniging van verscheidenene Semitische Kanaänitische stammen tot een Israëlitische staat plaatsgevonden tot na 1100 v.Chr. Hoewel sommige egyptologen zoals Donald B. Redford (1997), Na'aman (2011) en Manfred Bietak (2015) hebben betoogd dat enkele Kanaänieten (die door Bietak "Proto-Israëlieten" worden genoemd) wellicht naar Egypte zijn gedeporteerd tijdens de bezetting en overheersing van Kanaän door de 19e dynastie van Egypte onder farao Ramses II (r. 1279–1213 v.Chr.), zeggen ze dat er geen aanwijzing is dat dit alle zogenaamde "Proto-Israëlieten" betrof; de meesten van hen zullen waarschijnlijk de Egyptische heerschappij in Kanaän zelf hebben meegemaakt in de late 13e eeuw v.Chr. Na'aman betoogde dat het bestaande narratief in het collectieve Hebreeuwse geheugen over de Egyptische heerschappij "opnieuw werd gemodelleerd volgens de realiteiten van de late 8e en 7e eeuw in Kanaän, waar de ervaringen van de Assyrische onderdrukking en deportaties bij werden geïntegreerd.":18 De moderne wetenschappelijke consensus is dat de Bijbelse persoon Mozes een grotendeels mythische figuur is, hoewel men de mogelijkheid open houdt dat "er een Mozes-achtig figuur zou kunnen hebben bestaan ergens in zuidelijk Transjordanië in het midden tot het einde van de 13e eeuw v.Chr." en dat de archeologie geen van beide kan bevestigen. Een deel van de problemen berust mogelijk op misverstanden. De Bijbel noemt de naam van de bewuste farao niet; volgens sommigen was de farao die de Israëlieten vrij moest laten Ramses II, volgens anderen Amenhotep III of Thoetmosis IV. Wanneer men de laatsten aanhoudt, verdwijnen er een paar problemen, zoals het tijdstip van de verwoesting van Jericho. Bovendien moet men dan wel een oplossing verzinnen voor de chronologie die de Bijbel zelf geeft. Een gerelateerd probleem is dat het onmogelijk lijkt dat de Israëlieten met meer dan een miljoen mensen de uittocht uit Egypte meemaakten (Exodus 12:37). De wetenschappelijke consensus is ook dat de in Numeri 31 beschreven Oorlog tegen de Midjanieten niet heeft plaatsgevonden.:66

#### Monarchische periode
Uit de tijd van voor 900 v.Chr., komen we maar zelden bekende namen tegen in buiten-Bijbelse geschriften. Koning David was volgens de Bijbel een machtig vorst, maar zijn naam wordt maar zelden aangetroffen. Als er al een zogenaamd "Verenigd Koninkrijk Israël" of "Twaalfstammenrijk" was, dan moet dat een stuk kleiner zijn geweest dan hoe het in de Bijbel is beschreven.

### Ontstaan van de wereld
Sommige christenen accepteren moeiteloos dan wel met enige moeite de oerknal en de evolutietheorie. Anderen, bekend als creationisten, achten de oerknal en met name de evolutietheorie in strijd met wat de Bijbel vertelt, namelijk het scheppingsverhaal (Genesis). Sommigen van hen gaan ervan uit dat de Aarde slechts enkele duizenden jaren oud is en sommigen geloven dat de aardlagen in korte tijd door de zondvloed zijn ontstaan (jongeaardecreationisme). Anderen geloven dat de Aarde miljarden jaren oud kan zijn, en dat de scheppingsdagen periodes waren van niet nader omschreven tijdsduur (oudeaardecreationisme).

### Wonderen
De Bijbel beschrijft wonderbaarlijke gebeurtenissen, bijvoorbeeld rond de profeten Elia en Elisa en toen Jezus Christus op aarde was.
Wonderen dienen altijd een doel; God zou er iets mee duidelijk willen maken. Een veel voorkomende opvatting is dat een wonder een uitzondering moet zijn op een natuurwet, bijvoorbeeld een bijl die op water drijft. Is het wonder geen uitzondering meer, dan is ze een verbijzondering van de natuurwet, in dit geval de wet van Archimedes. 
Het hangt van iemands wereldbeeld af of hij de mogelijkheid van wonderen in beginsel accepteert of verwerpt. Veel christenen accepteren wonderen met het argument dat wonderen het resultaat zijn van de bovennatuurlijke werking van Gods macht. Men kan ze dus niet met natuurwetenschappelijke methoden onderzoeken, bevestigen of verwerpen. Sinds de verlichting menen sommige christenen dat het afbreuk doet aan God als hij zijn eigen natuurwetten zou moeten opschorten.

## Verder lezen
- J. van Bruggen, Het kompas van het christendom. Ontstaan en betekenis van een omstreden bijbel. Kampen 2002.